# 1967 في إيطاليا
فيما يلي قوائم الأحداث التي وقعت خلال عام 1967 في إيطاليا.

## سياسة

### تعيين في المنصب
- 13 يونيو – أوجينيو مونتالي عضو مجلس الشيوخ مدى الحياة.
- 27 أغسطس – جيوفاني ليوني عضو مجلس الشيوخ مدى الحياة.

## رياضة
- 1 يناير – ميلان-سان ريمو 1967 الفائزون فرانكو بيتسي، إيدي ميركس، جياني موتا.

## أفلام
من الأفلام التي صدرت هذه السنة في إيطاليا:
- 1 يناير – فانتوماس ضد سكوتلاند يارد من إخراج أندري هونبال.

## موسيقى

### أغاني
من الأغاني التي صدرت هذه السنة في إيطاليا:
- 1 يناير – انشالله من غناء سلفاتور أدامو.

## مواليد

### يناير
- 1 يناير – فرديناندو جنتيلي
- 14 يناير – ليو أورتولاني
- 18 يناير – فرانشيسكو فراتيني درّاج طريق إيطالي.
- 23 يناير – ألبرتو فونتانا لاعب كرة قدم.

### فبراير
- 8 فبراير – لورينزو مينوتي لاعب كرة قدم إيطالي.
- 11 فبراير – تشيرو فيرارا لاعب ومدرب كرة قدم إيطالي.
- 18 فبراير – روبرتو باجو لاعب كرة قدم إيطالي.

### مارس
- 22 مارس – ماريو تشيبوليني درّاج طريق إيطالي.

### أبريل
- 14 أبريل – نيكولا بيرتي لاعب كرة قدم إيطالي.
- 28 أبريل – داريو هوبنر لاعب كرة قدم إيطالي.

### مايو
- 2 مايو – لويجي أبولوني لاعب كرة قدم إيطالي.
- 19 مايو – ألكسيا مغنية إيطالية.
- 20 مايو – غابرييل موتشينو مخرج أفلام إيطالي.
- 23 مايو – روبرتو كاروسو درّاج طريق إيطالي.

### يوليو
- 13 يوليو – بيني بيناسي

### أغسطس
- 11 أغسطس – ماسيميليانو أليغري لاعب كرة قدم إيطالي.
- 25 أغسطس – كلاوديو بيستوليسي لاعب كرة مضرب إيطالي.

### سبتمبر
- 2 سبتمبر – روجييرو ريتسيتيلي لاعب كرة قدم إيطالي.
- 18 سبتمبر – روبيرتو روسيتي حكم كرة قدم إيطالي.

### نوفمبر
- 4 نوفمبر – مينو رايولا
- 6 نوفمبر – ماسيمو فيكدينتي لاعب كرة قدم إيطالي.
- 15 نوفمبر – لورا غاروني لاعبة كرة مضرب إيطالية.

### ديسمبر
- 2 ديسمبر – سيلفيا توديشيني لاعبة كرة سلة إيطالية.
- 17 ديسمبر – جيجي داغيستينو
- 23 ديسمبر – كارلا بروني

## وفيات

### يناير
- 18 يناير – ألبرت كونتي (مواليد 1887) ممثل نمساوي.
- 27 يناير – لويجي تينكو (مواليد 1938) مغني إيطالي.

### فبراير
- 9 فبراير – جورجيو بيانكي (مواليد 1904) ممثل إيطالي.

### أبريل
- 15 أبريل – توتو (مواليد 1898)
- 25 أبريل – فابيو روكيجياني (مواليد 1925) لاعب كرة قدم إيطالي.

### يونيو
- 18 يونيو – جيكي (مواليد 1937)
- 29 يونيو – بريمو كارنيرا (مواليد 1906)

### سبتمبر
- 12 سبتمبر – فلاديمير بارتول (مواليد 1903) كاتب سلوفيني.

### أكتوبر
- 15 أكتوبر – جيجي ميروني (مواليد 1943) لاعب كرة قدم إيطالي.

### نوفمبر
- 25 نوفمبر – جورجيو ليفي دلا فيدا (مواليد 1886) لغوي إيطالي.
- 30 نوفمبر – أرماندو كاستيلاتزي (مواليد 1904) لاعب كرة قدم إيطالي.